# ハーバード美術館群
ハーバード美術館群はハーバード大学の付属施設で美術館3館と研究専門の4施設で構成される。そのうちフォッグ美術館 (1895年設立)、ブッシュ・ライジンガー美術館（1903年設立) およびアーサー・M・サックラー美術館 (1985年設立)は展示と教育活動のために用いられる。4つの研究センターはサーディ遺跡探査センター (1958年設立)と現代美術研究センター (2002年設立)、ハーバード美術館群アーカイブならびにシュトラウス保存技術センター (1928年設立)が含まれる。
3館それぞれ独自に機能していた美術館は、1983年に単一の管理体制に統合され、当初はハーバード大学美術館と称した。正式名称から「大学」という文字を除去し、2008年より現在の名称。
収蔵品は総点数がおよそ25万点超、古代から現在にわたり、地理的にもヨーロッパ、北アメリカ、北アフリカ、中東、南アジアから東アジアおよび東南アジア起源のあらゆる形態の物品が含まれている。

## 改修と拡張
ハーバード美術館群のうち、クィンシー通り32番の歴史を体現する建造物は閉鎖され、大規模な改修と拡張のプロジェクトの実作業が始まった。このプロジェクトは初期段階でフォッグ美術館とブッシュ・ライジンガー美術館の改修から始まり、両施設の収蔵品の一部はアーサー・M・サックラー美術館 (ケンブリッジ市ブロードウェー485番地) に移して、2008年9月13日から2013年6月1日まで公開された。
改修プランは建築家レンツォ・ピアノの設計を採用、3美術館をひとつに統合した最先端の施設としてクィンシー通り沿いに定礎し、ガラスの三角錐の小屋根をかけた印象的な外観と、床面積の40％を展示空間に当てた構造が特徴である。正面からはガラス屋根その他の拡張部分はほとんど視線に入らず、建築当初の本来の外観をほぼ維持している。
この改修工事により、のべ6階の建物に展示室、教室、講義室そして25万点におよぶ収蔵品の一部を間近に見る新しい学習区画が追加された。新しい建物は2014年11月より稼働している。

## 歴代館長
- チャールズ・H・ムーア（英語）：1896年–1909年
- エドワード・W・フォーブス（英語）：1909年–1944年
- ジョン・クーリッジ：1948年–1968年
- アグネス・モンガン（英語）：1968年–1971年
- ダニエル・ロビンス（英語）：1972年–1974年
- セイモア・スライブ（英語）：1975年– 1984年
- エドガー・P・バウロン（英語）：1985年–1990年
- ジェームス・キュノ（英語）：1991年–2002年
- トーマス・W・レンツ（英語）：2003年–2015年
- マーサ・テディスキ（英語）：2016年–現在

## フォッグ美術館

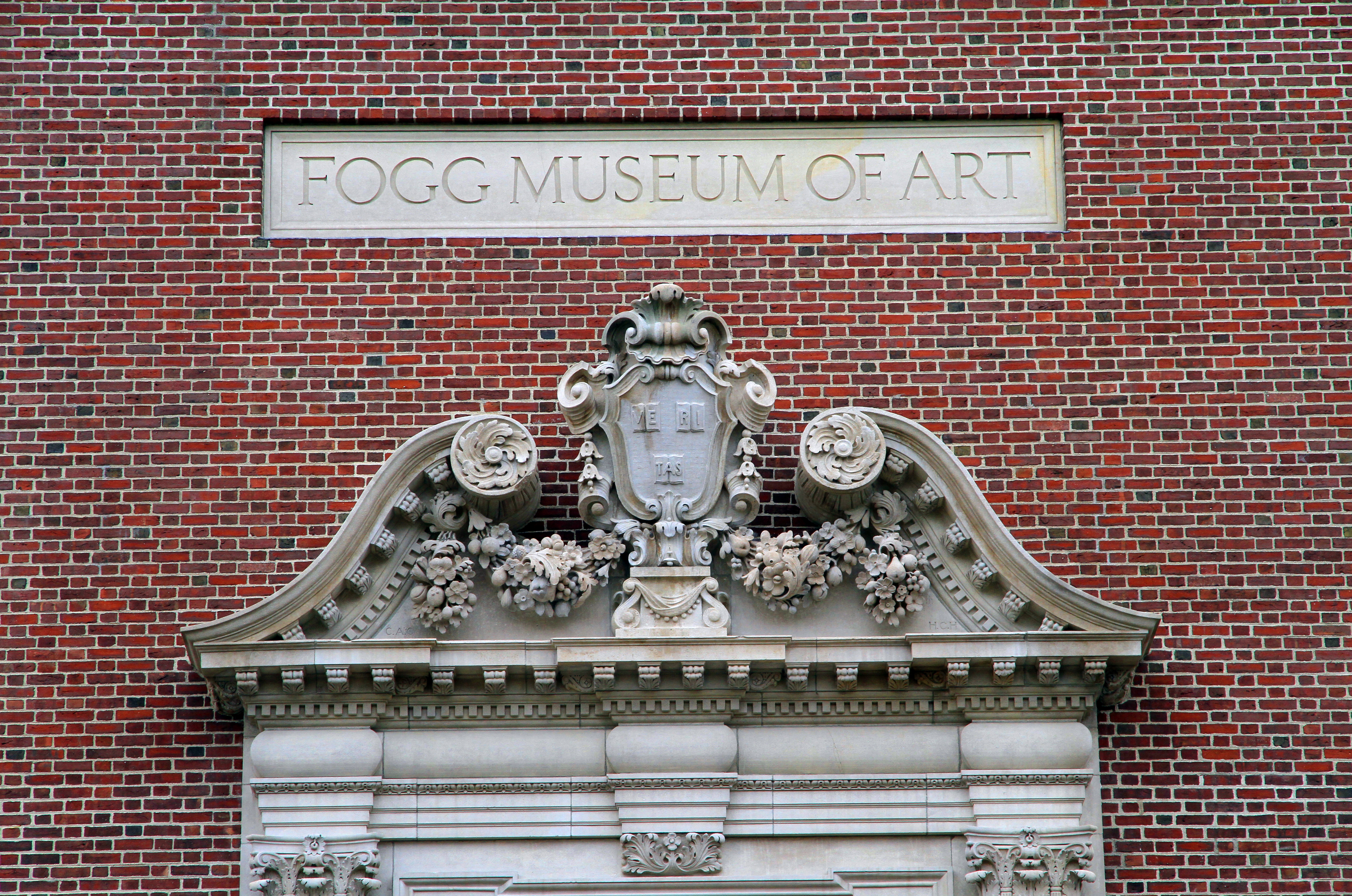
開館当初のフォッグ美術館に施された正面入り口の飾り。現在はハーバード美術館群の正面入り口を見下ろしている。

フォッグ美術館は1896年に公開され、ハーバード美術館群の構成要素として最も古く、最大である。

### 沿革
美術館は開設当初はリチャード・M・ハント（英語）設計のイタリアルネッサンス様式の建物に置かれ、1925年にクーリッジ、シプレー、ブルフィンチ、アボット建築設計事務所が設計したクィンシー通りのジョージ王朝様式の建物に移る。

### 収蔵品
フォッグ美術館は中世から現代の西洋絵画、彫刻、装飾美術、写真、版画と素描の収集で有名で、特にイタリアのルネサンス、イギリスのラファエロ前派、19世紀のフランス美術ならびに19–20世紀のアメリカ絵画と素描の収蔵品が優れている。

#### モーリス・ウェルトハイム・コレクション
モーリス・ウェルトハイム（英語）の名前を冠した注目すべきコレクションは印象派とポスト印象派の作品群であり、ポール・セザンヌ、エドガー・ドガ、エドゥアール・マネ、アンリ・マティス、パブロ・ピカソ、ヴィンセント・ヴァン・ゴッホの絵画のほか彫刻作品など数多くの有名な傑作で成り立っている。所蔵品の核は4,000点以上の芸術作品をまとめたグレンビル・L・ウィンスロップの蒐集品である。1943年に受贈して以来、ハーバード美術館群の遺産を形作るうえで中心的な役割を果たし続け、教育、研究、専門的な研修プログラムの基盤として機能してきた。
このコレクションは次のような19世紀の重要な絵画、彫刻、素描の作家を対象に収集された。ウィリアム・ブレイク、エドワード・バーン=ジョーンズ、ジャック・ルイ・ダヴィッド、オノレ・ドーミエ、ウィンスロー・ホーマー、ドミニク・アングル、アルフレッド・バリー、ピエール・オーギュスト・ルノワール、オーギュスト・ロダン、ジョン・シンガー・サージェント、アンリ・ド・トゥールーズ・ロートレック、ジェームズ・アボット・マクニール・ウィスラー。

#### 中世後期のイタリア絵画
作家群としてオフィッダの画匠、カメリーノの画匠、ベルナルド・ダッディ、シモーネ・マルティーニ、ルカ・ディ・トム、ピエトロ・ロレンツェッティ、ロレンツェッティ、オルカネスク・ミゼルコルディアの画匠 Orcanesque Misercordia、サンテコスマスの画匠 Master of Cosmas とダミアンカンド・バルトロメオ・ブルガリーニ Damiançand Bartolomeo Bulgarini の作品がある。

#### オランダとフランドルのルネッサンス絵画
カトリック王の達人、ヤン・プロボースト、聖血の達人、アルベルト・ボウツ、聖ウルスラの達人。

#### ルネッサンス期のイタリア絵画
フラ・アンジェリコ、ボッティチェッリ、ギルランダイオ、ゲラルド・スタルニナ、コズメ・トゥーラ、ジョヴァンニ・ディ・パオロ、ロレンツォ・ロット。

#### フランスのバロック絵画
ニコラス・プッサン、ジャック・ステラ、ニコラス・レニエ、およびフィリップ・デ・シャンパーニュ。

#### オランダの巨匠の絵画
レンブラント、エマニュエル・デ・ヴィッテ、ヤン・スティーン、ウィレム・ヴァンド・ヴェルデ、ヤコブ・ヴァン・ルイスデール、サロモン・ヴァン・ルイスデール、ヤン・ファンデル・ヘイデンとディルク・ハルス。

#### アメリカの絵画
ギルバート・ステュアート、チャールズ・W・ピール、ロバート・フィク、サンフォード・ギフォード、ジェームズ・M・ウィスラー、ジョン・S・サージェント、トーマス・エイキンズ、マン・レイ、ベン・シャーン、ジェイコブ・ローレンス、ルイス・ルーベンスタイン、ロバート・スローン、フィリップ・ガストン、ジャクソン・ポロック、ケリー・J・マーシャル、クリフォード・スティル。

### ギャラリー

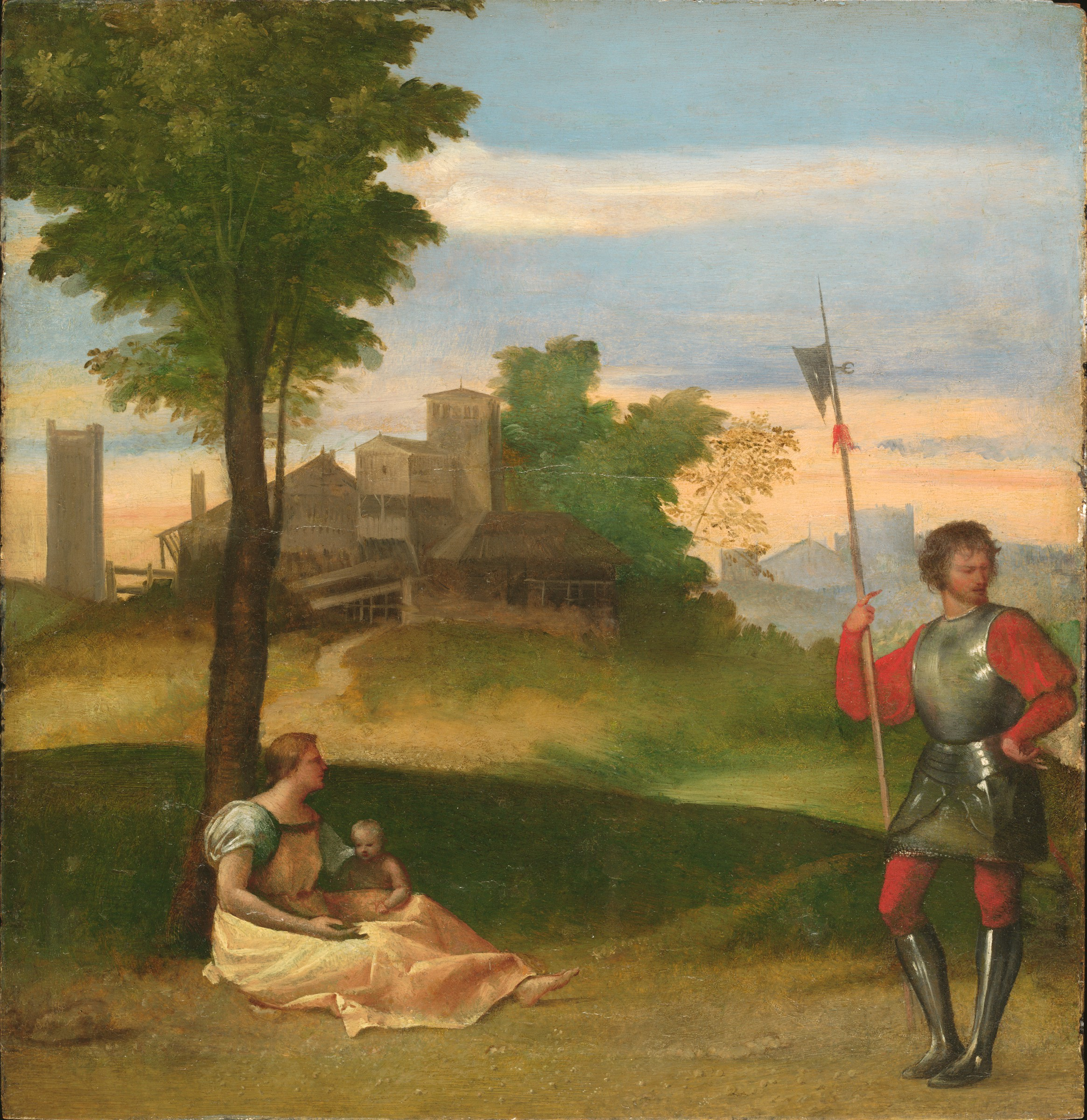
ティツィアーノ「素朴な牧歌」(1507年–1508年)
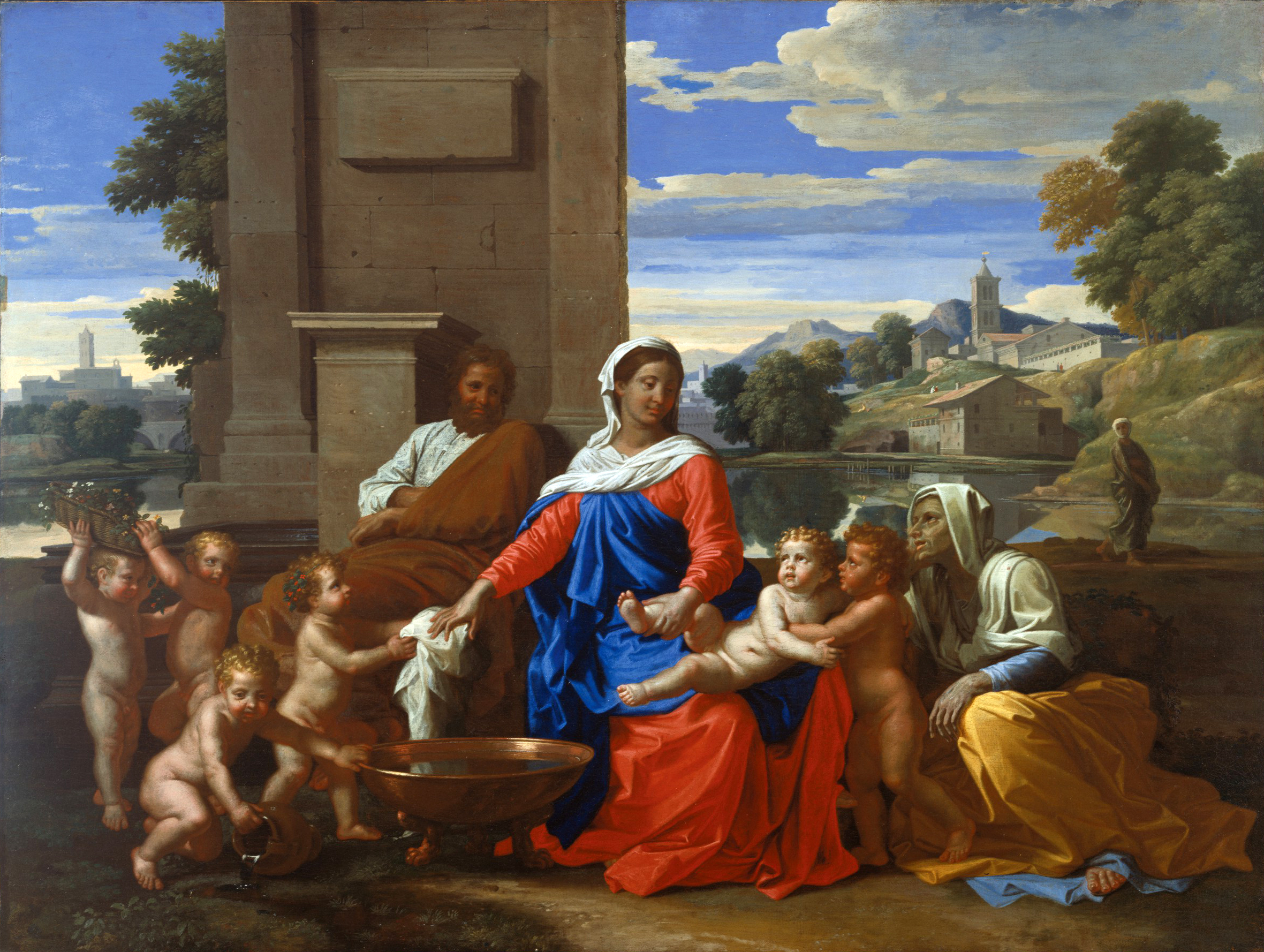
ニコラス・プッサン「聖家族」 (1645年–1650年)
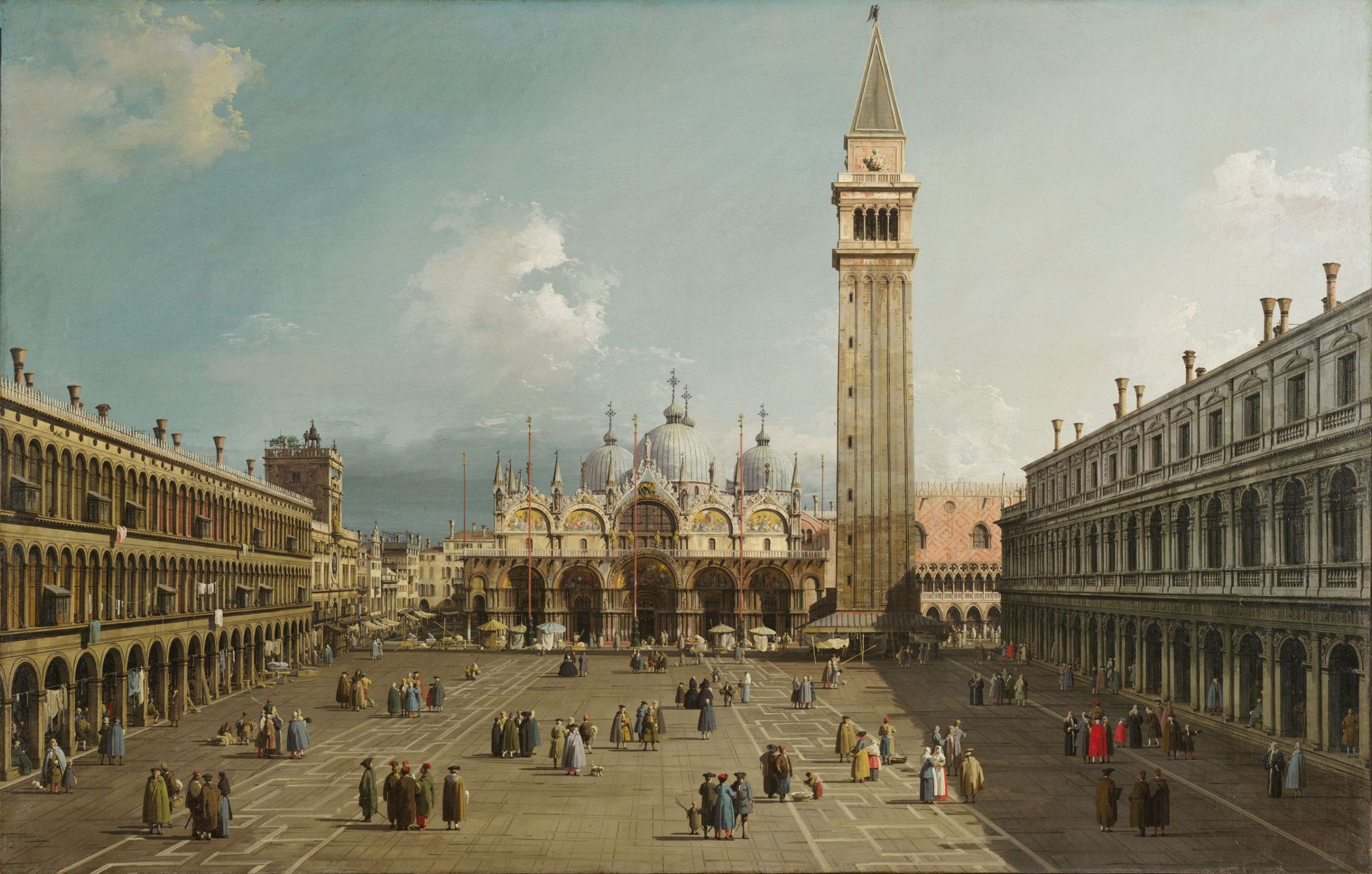
カナレット 「サンマルコ広場」(Piazza San Marco 1730年–1735年)
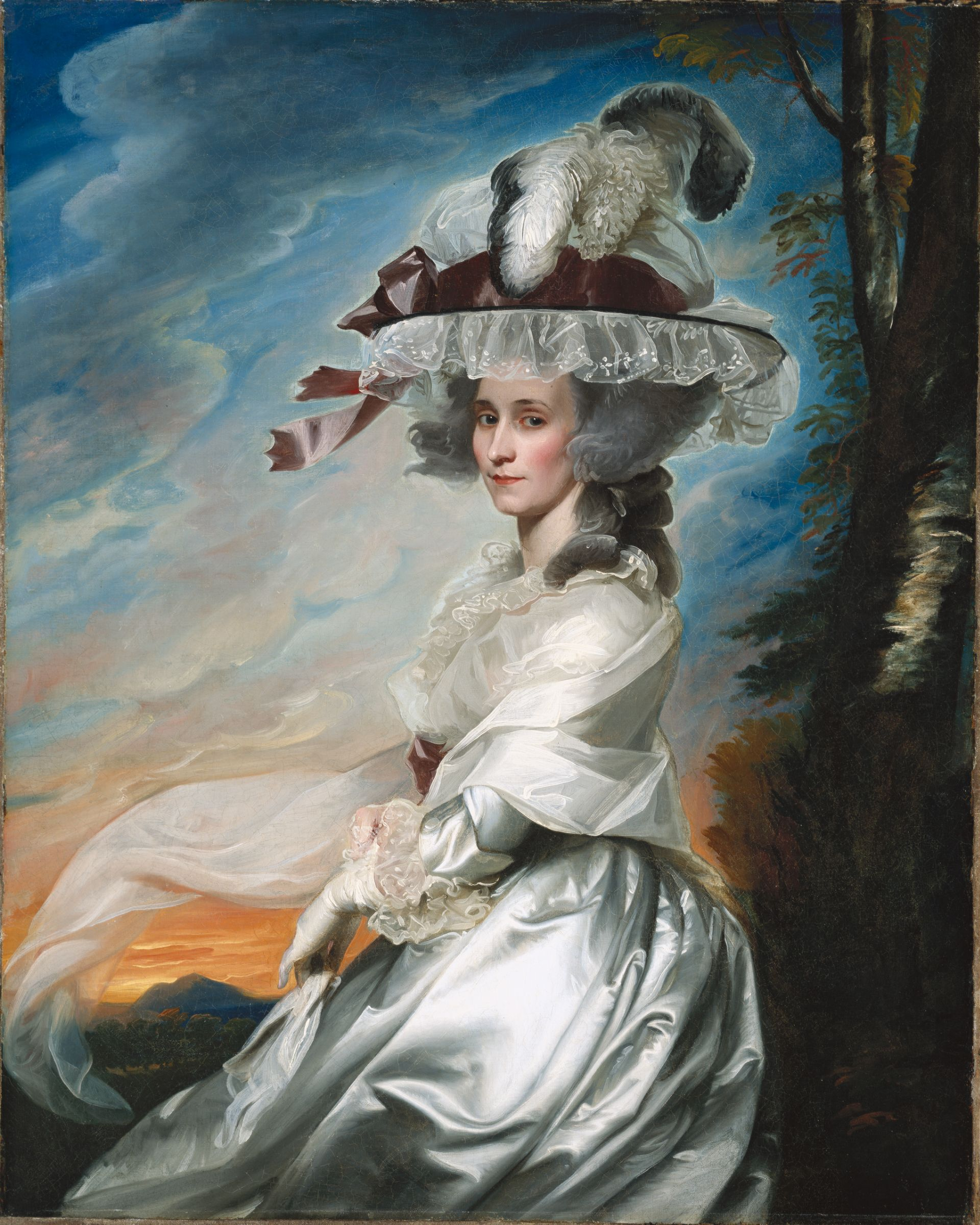
ダニエル・D・ロジャース「ジョン・S・コプリー夫人の肖像」(アビゲール・ブロムフィールド Abigail Bromfield) (1784年)
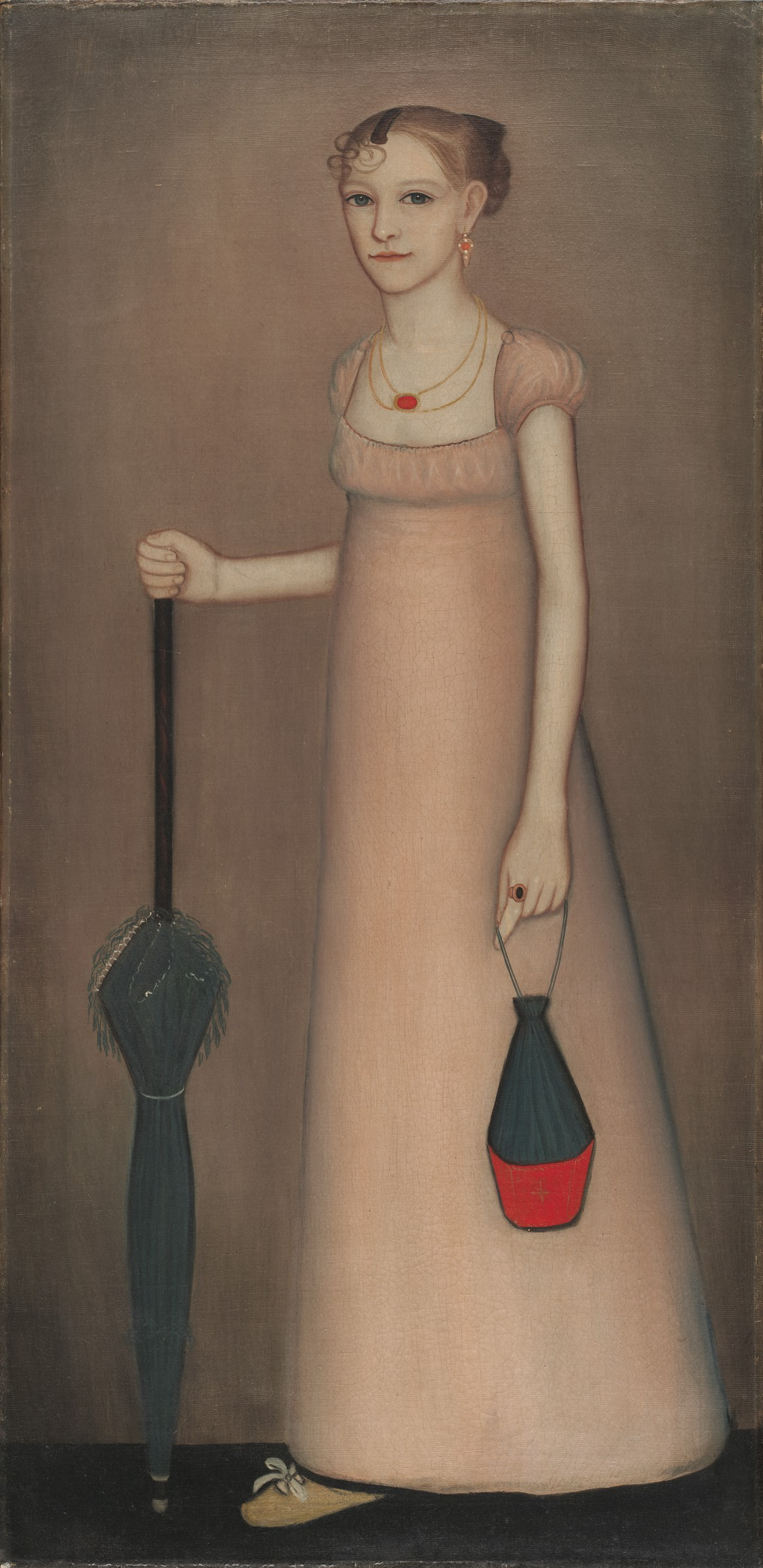
エミ・フィリップス（英語）「ハリエット・リーベンス像」(Harriet Leavens 1815年頃)
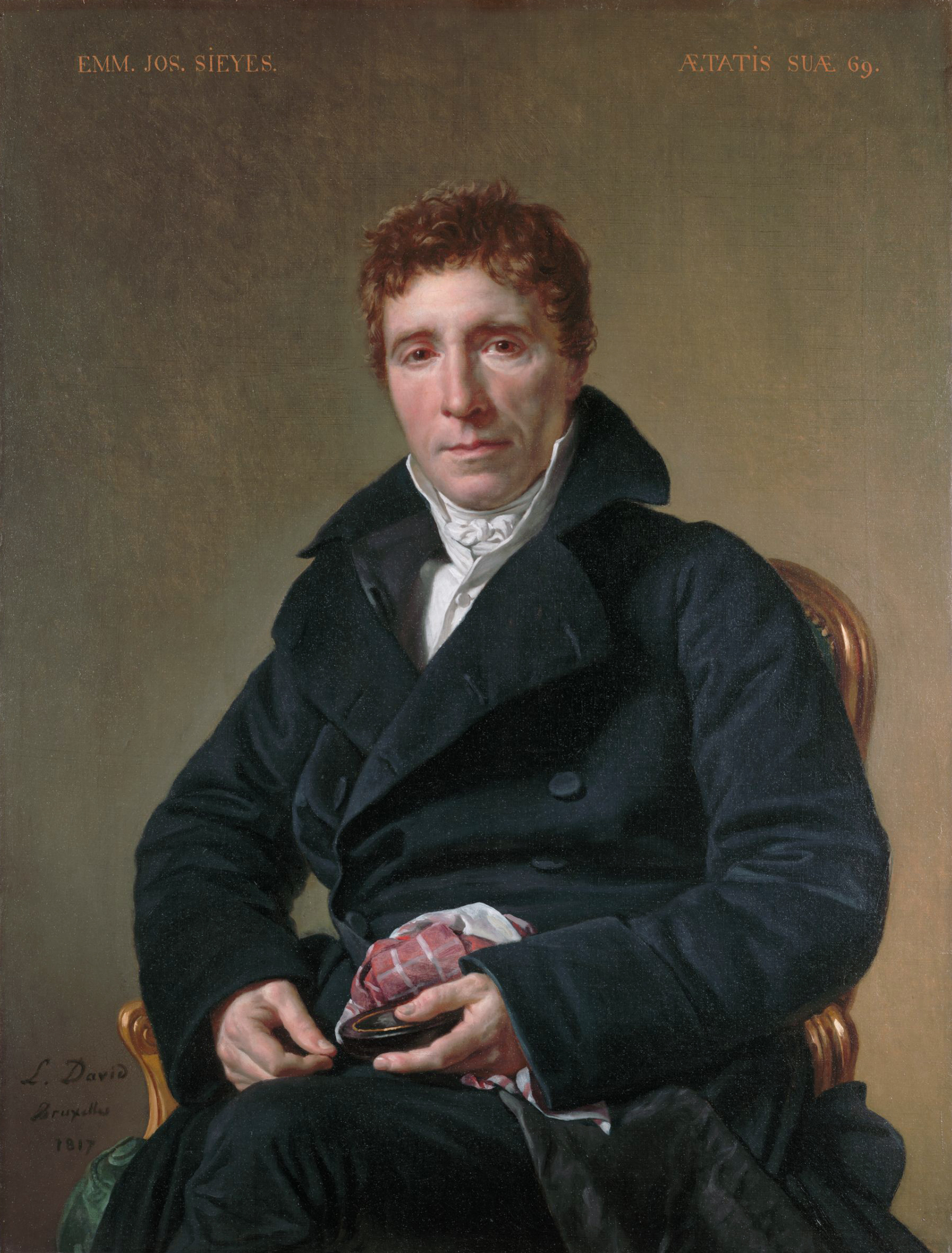
ジャック=ルイ・ダヴィッド 「エマニュエル=ジョセフ・シーエス像」(Portrait of Emmanuel-Joseph Sieyès 1817年)
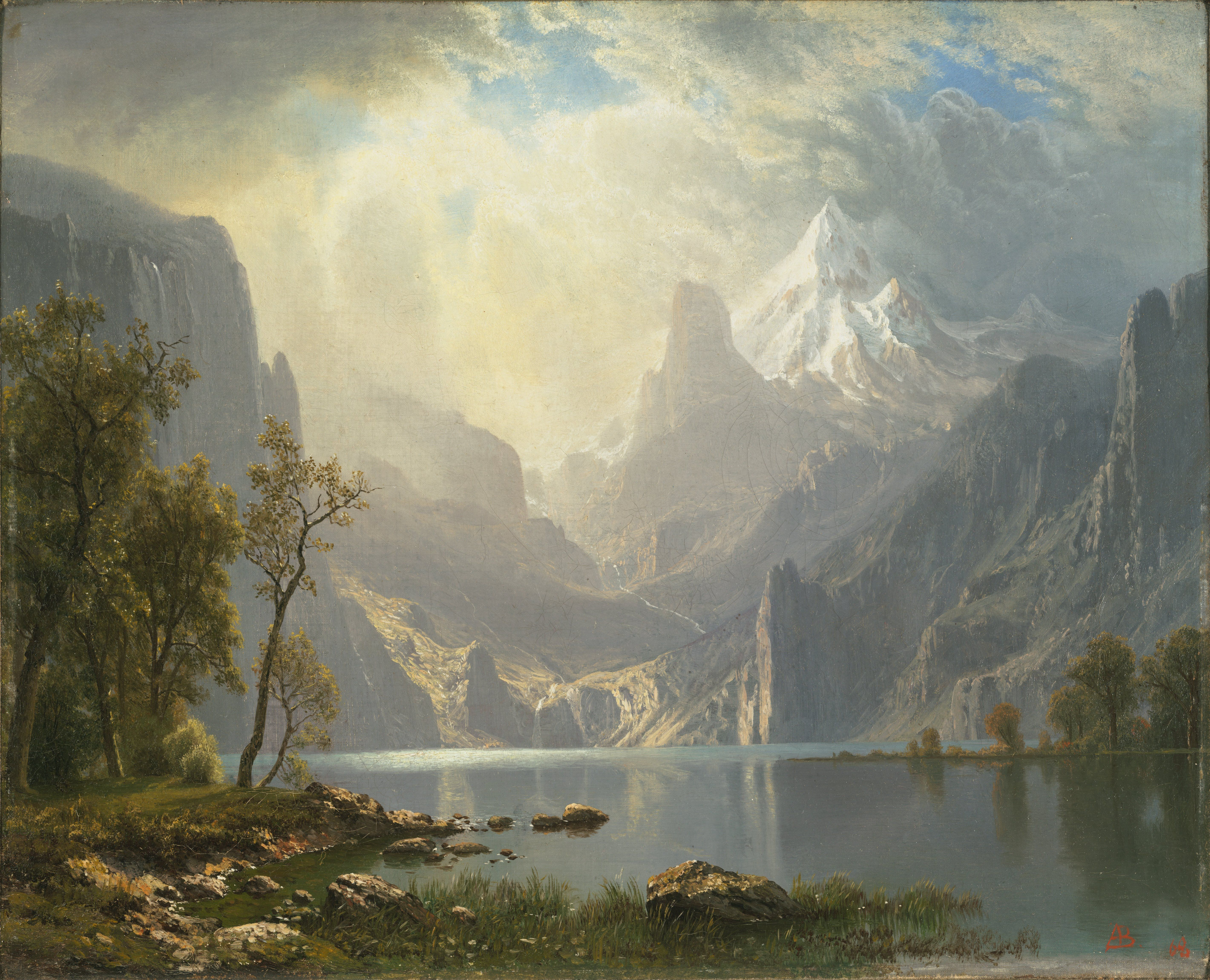
アルバート・ビアスタット 「シエラまたはタホ湖」(In the Sierras / Lake Tahoe 1868年)
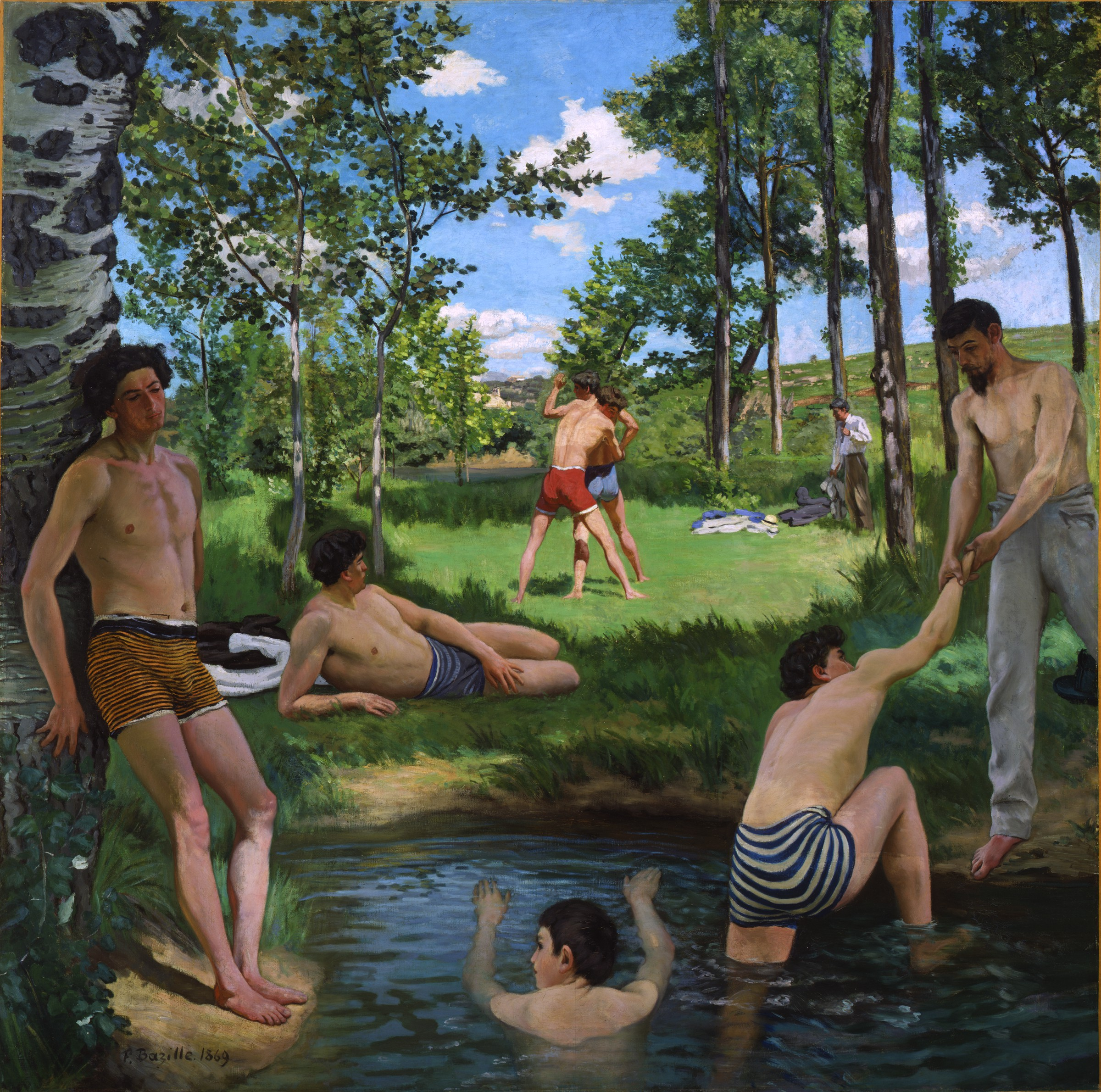
フレデリック・バジール「夏の風景」(Summer Scene (Bathers) 1869年)
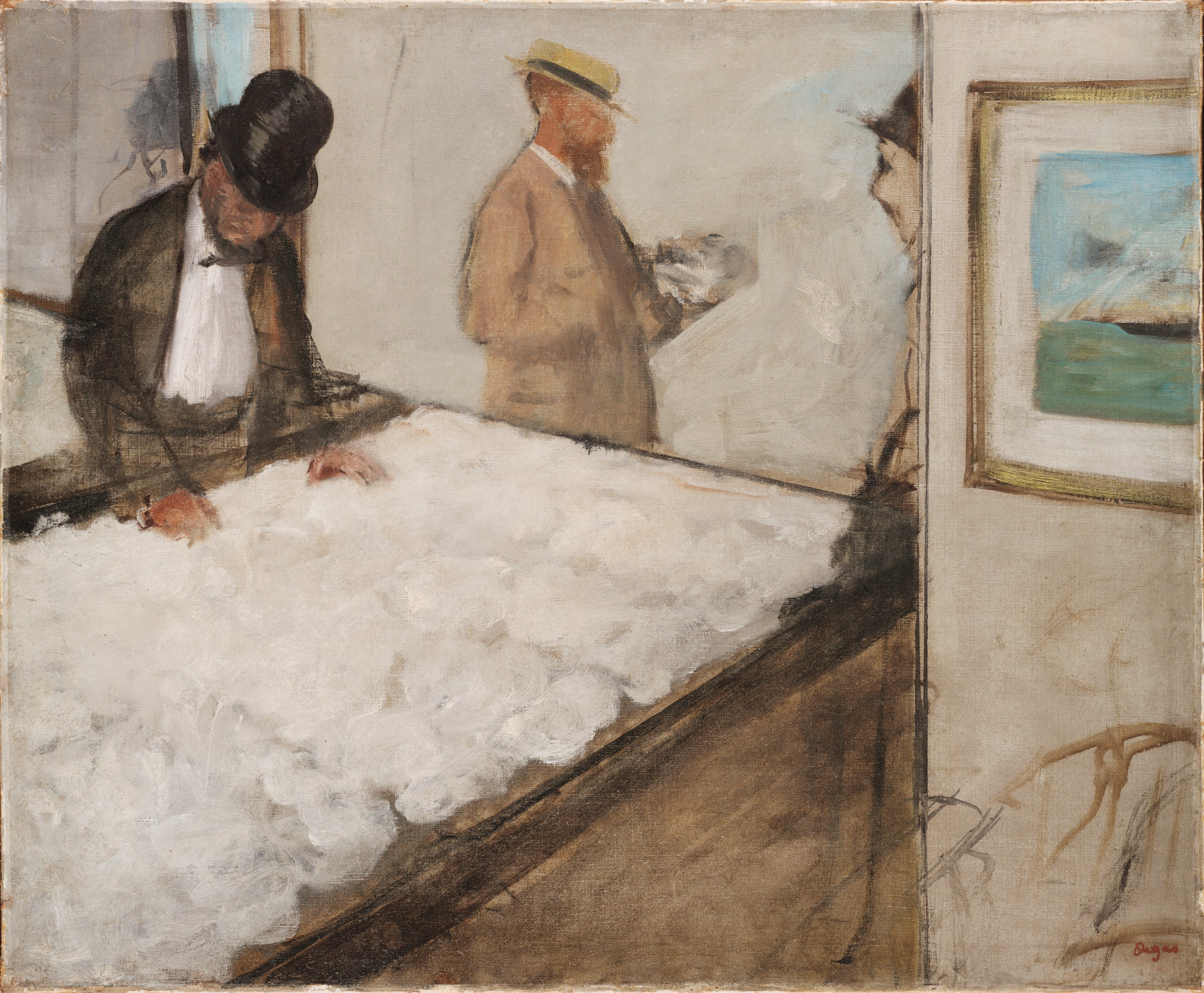
エドガー・ドガ「ニューオーリンズの綿花取引所」(Cotton Merchants in New Orleans 1873年)
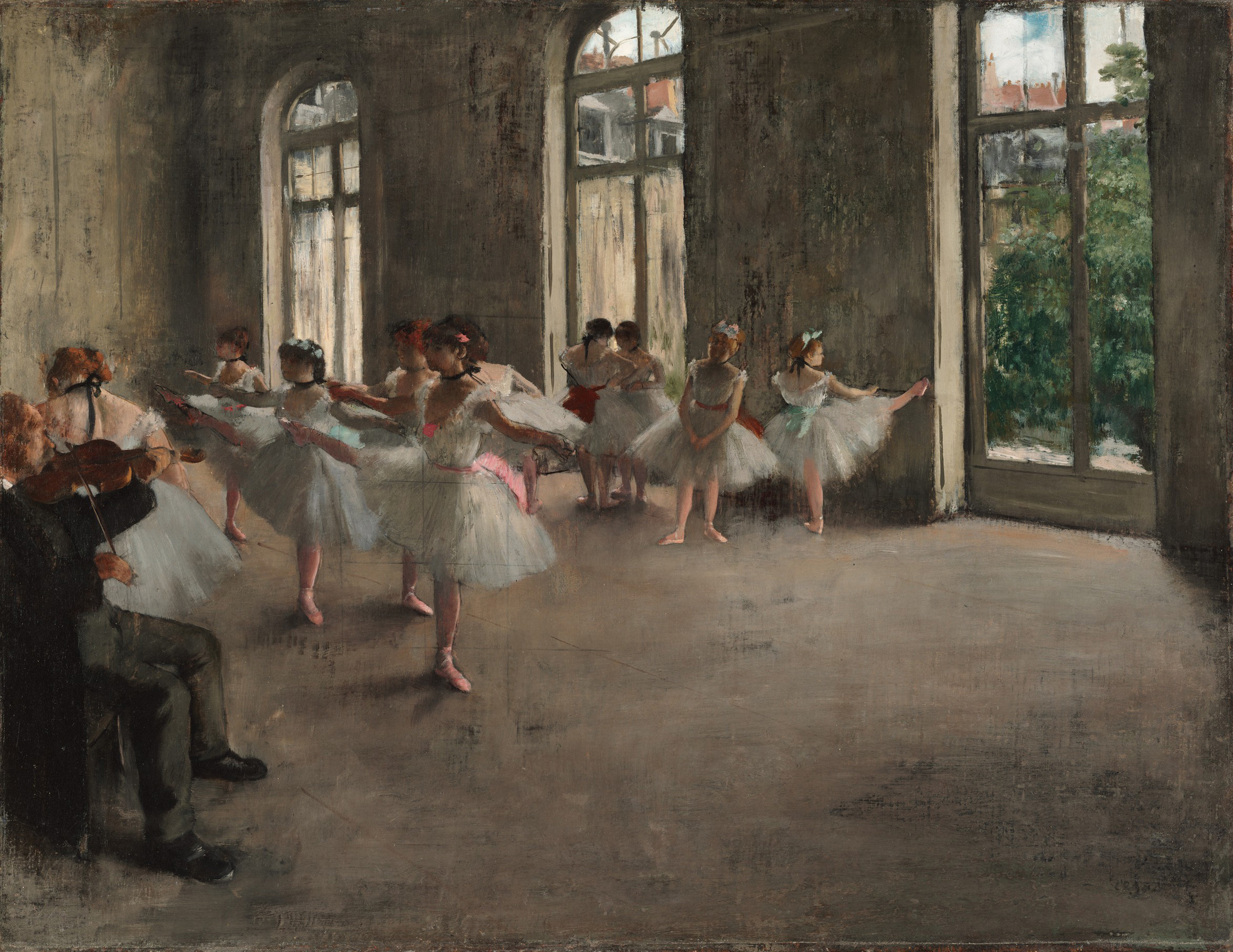
エドガー・ドガ「バレエのリハーサル」(The Rehearsal 1873年)
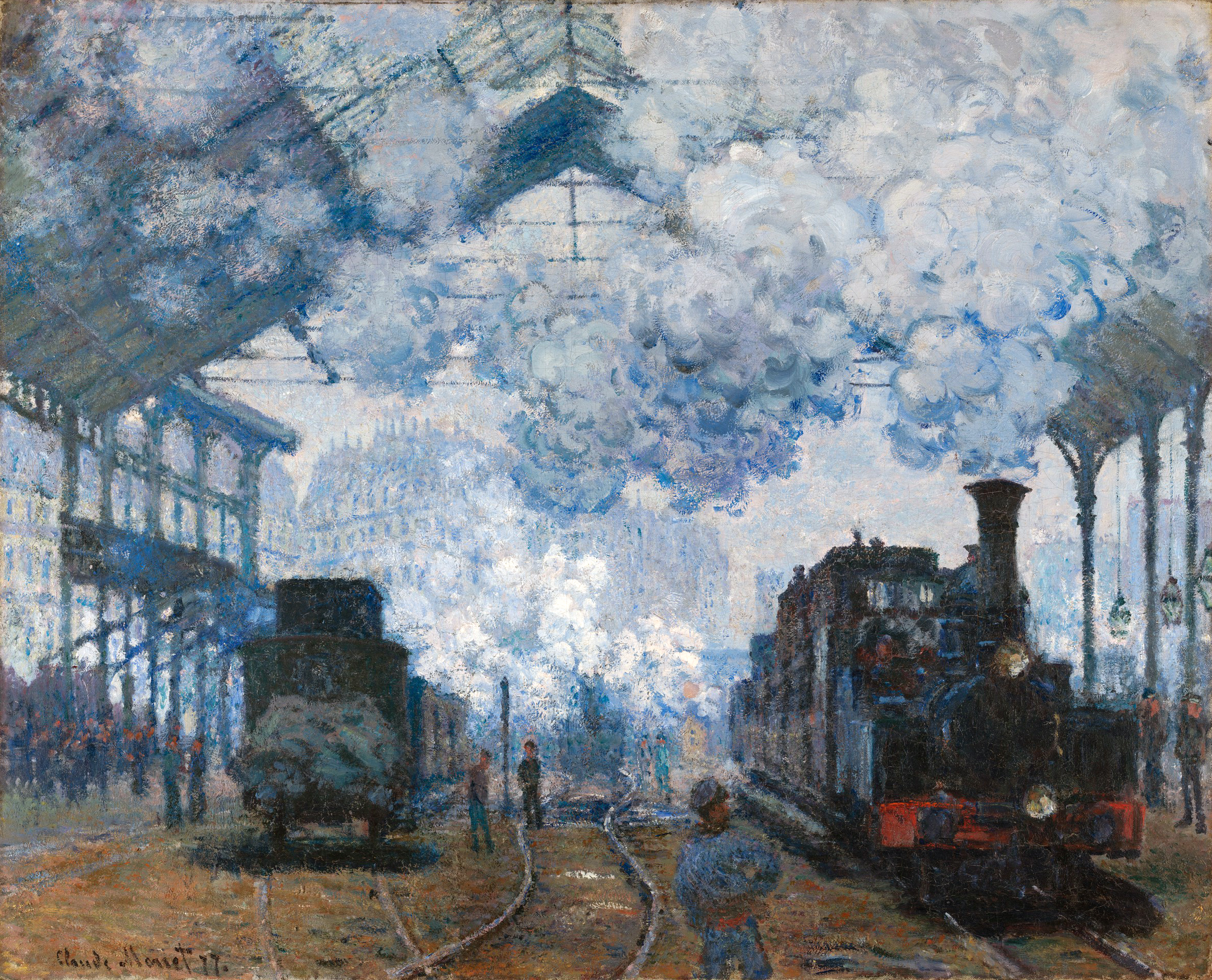
クロード・モネ「サン・ラザール駅」(1877年)
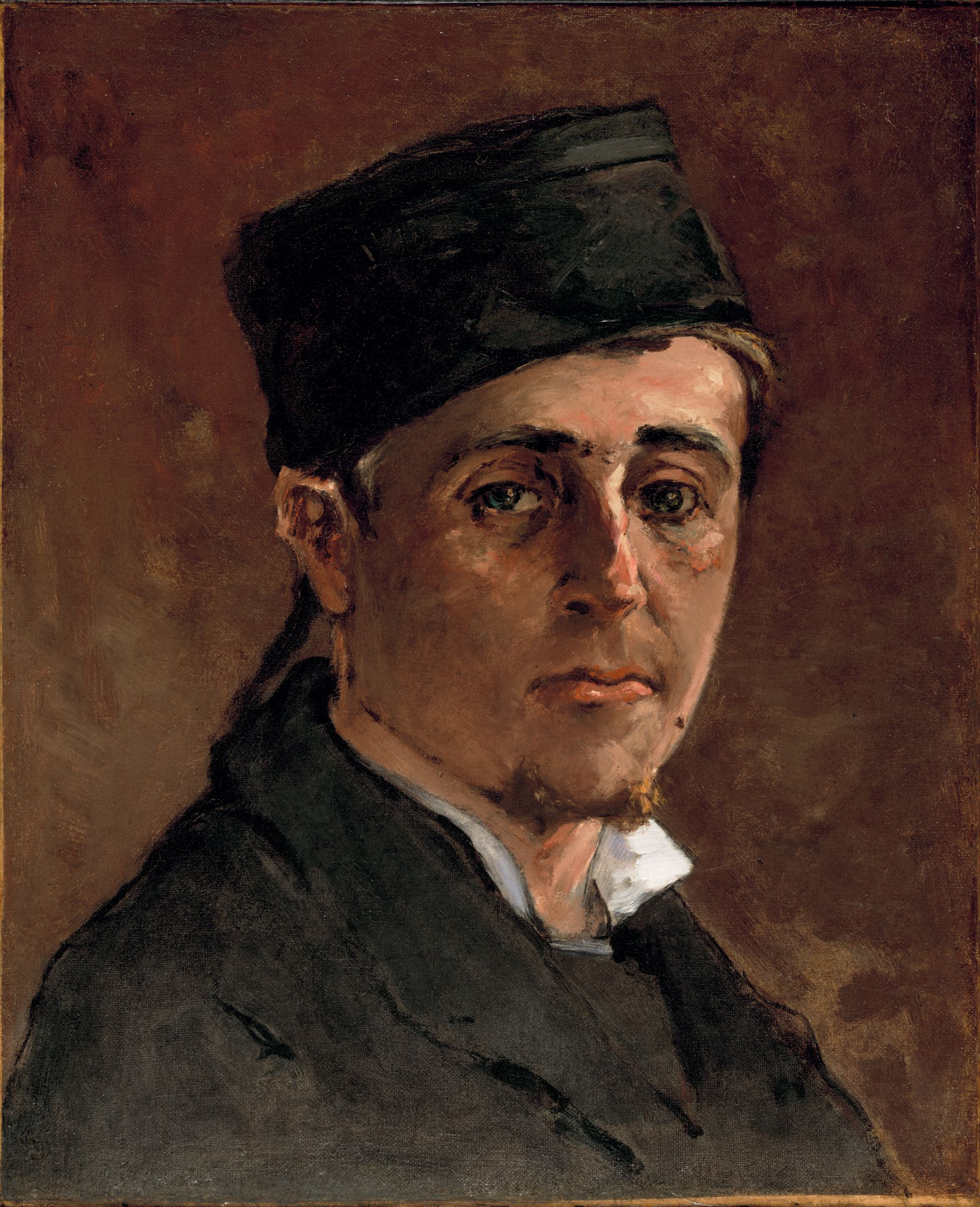
ポール・ゴーギャン「自画像」(1875年–1877年頃)
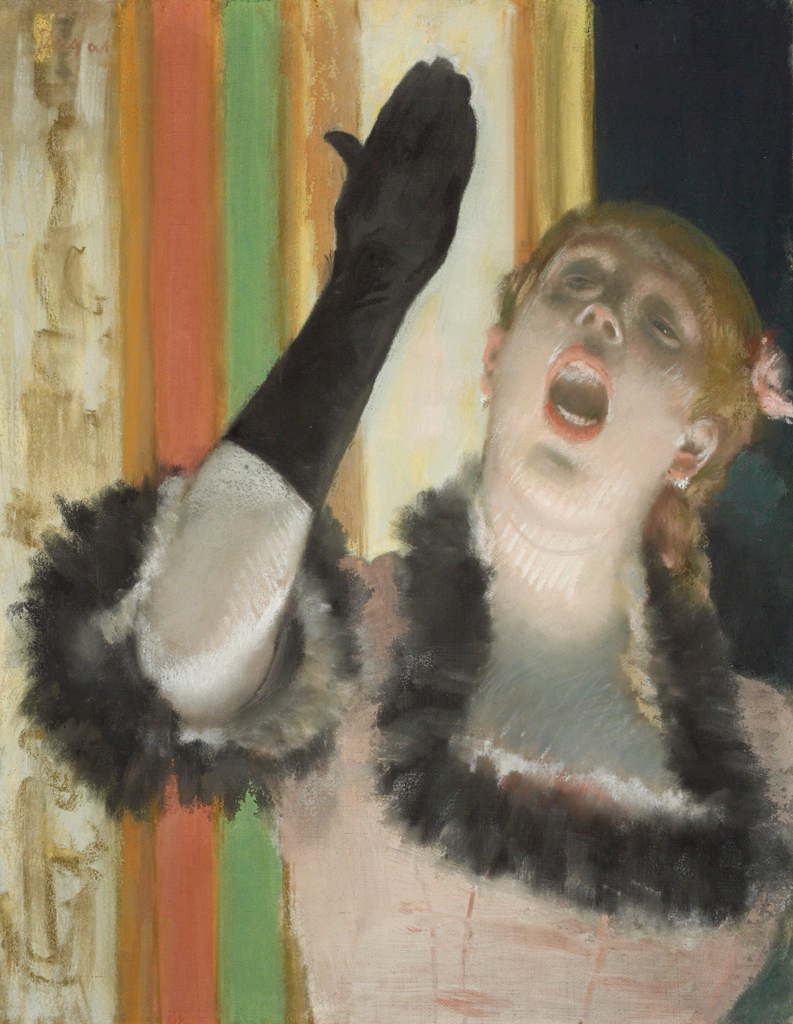
エドガー・ドガ 「カフェの歌手」(Cafe-concert Singer with glove 1878年)
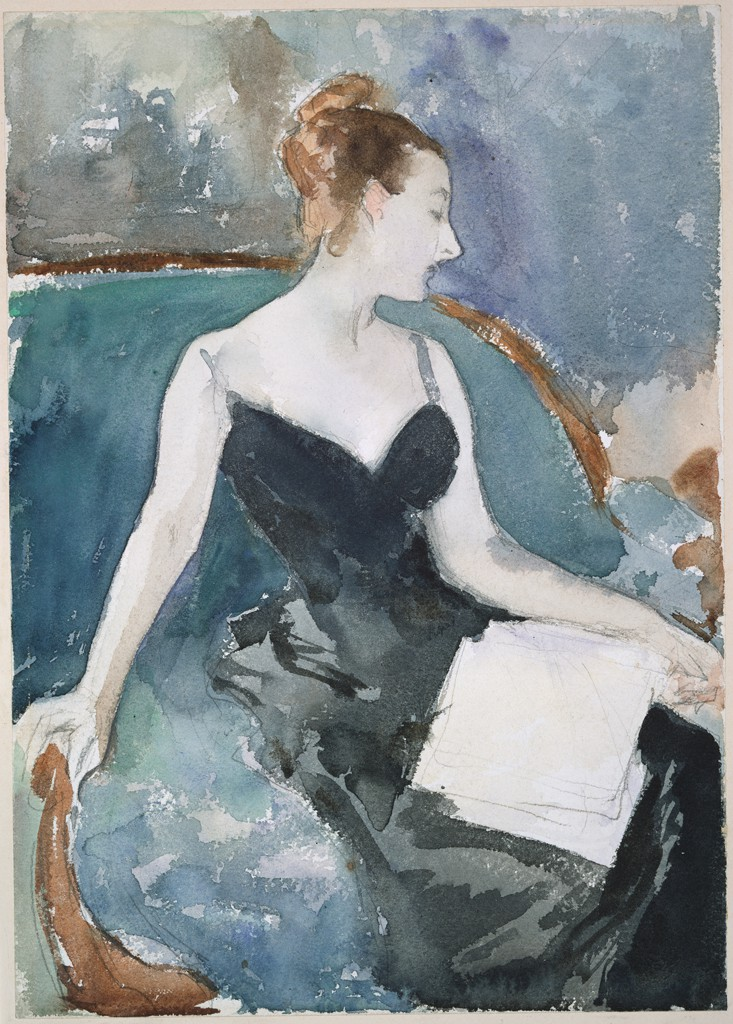
ジョン・S・サージェント「ゴトーロー夫人」（マダムＸ） (Madame Gautreau (Madame X) 1883年頃)
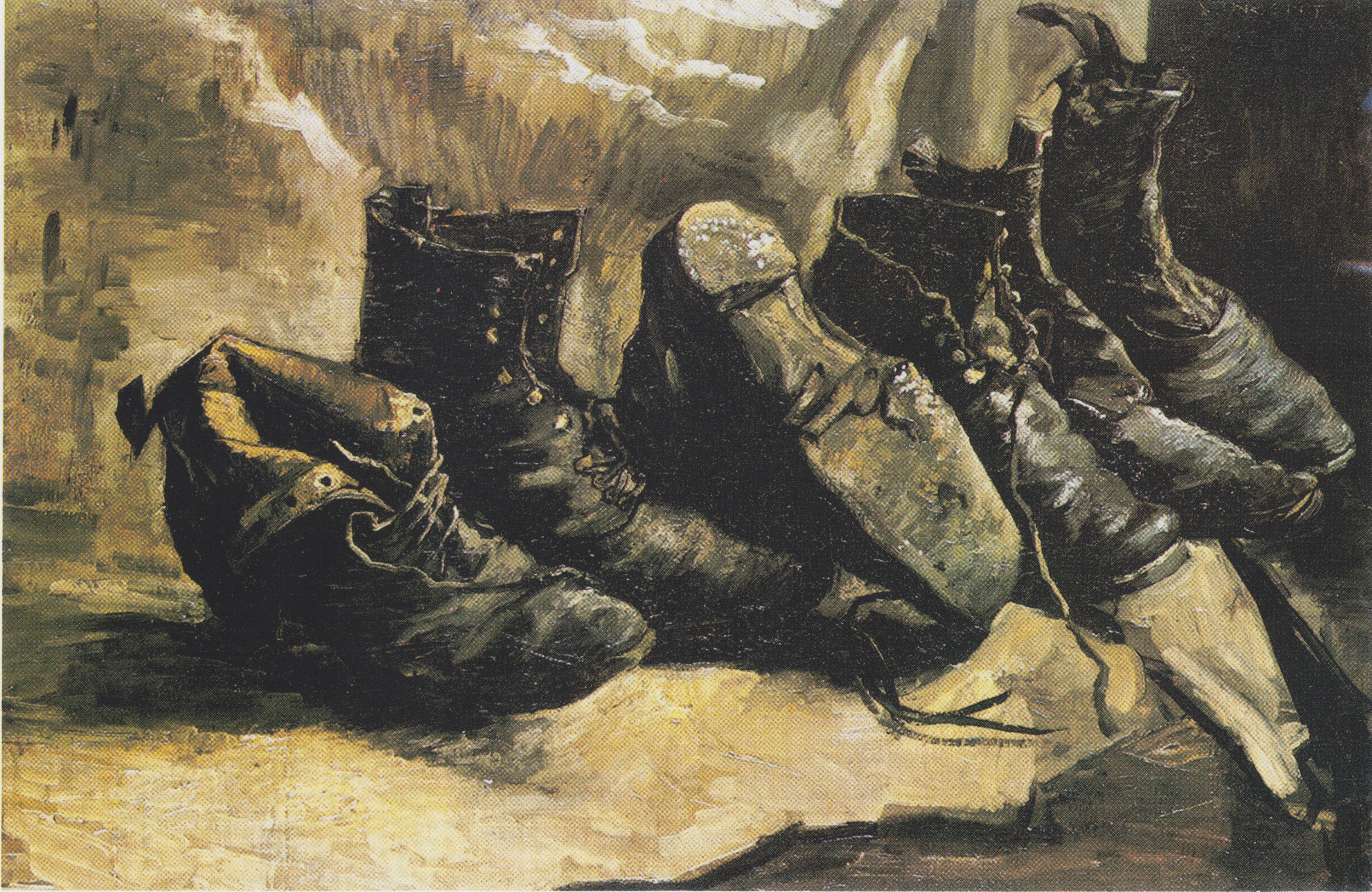
フィンセント・ファン・ゴッホ「三足の靴」 (Three pairs of shoes 1886年)
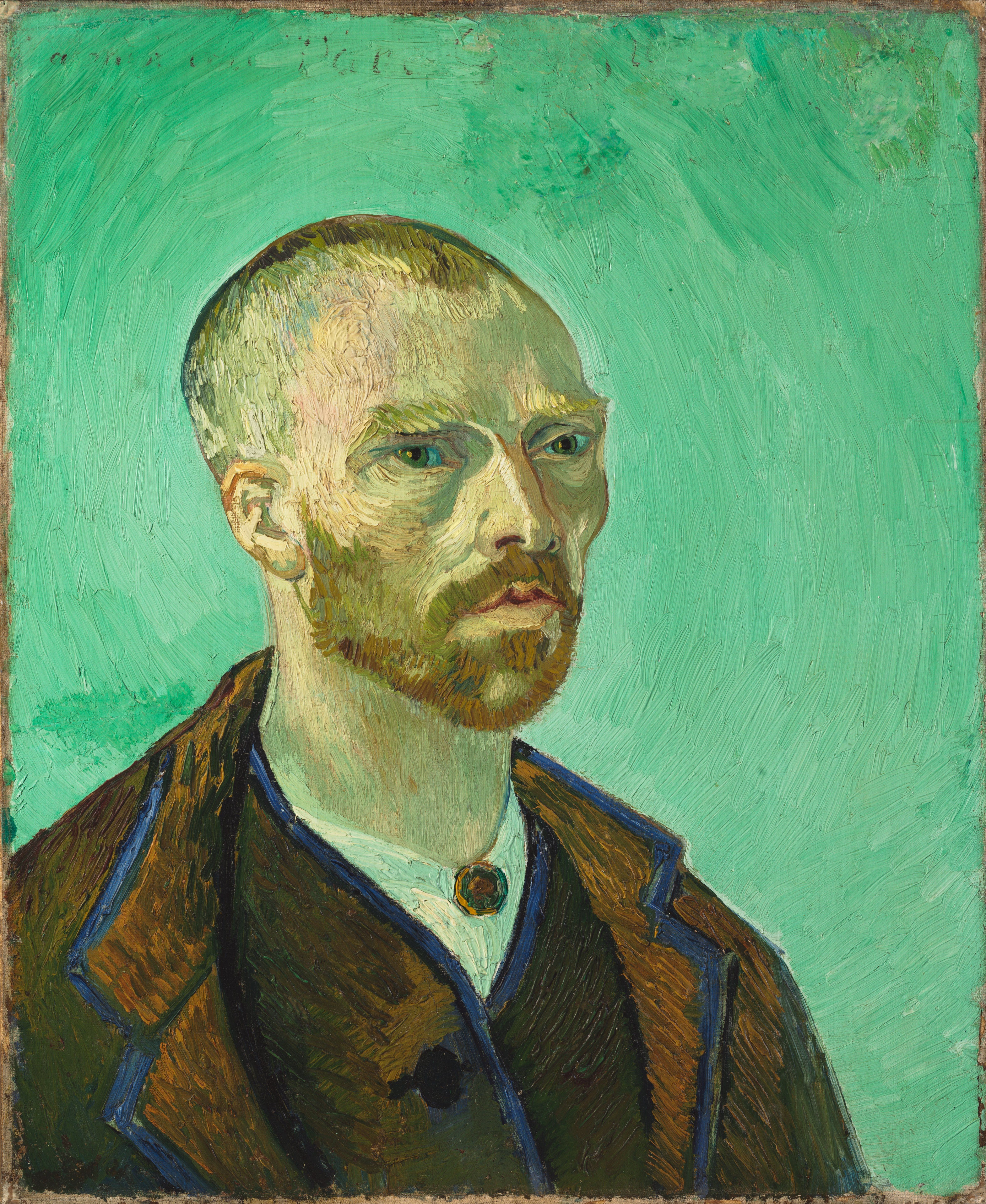
フィンセント・ファン・ゴッホ「坊主としての自画像」 (1888年)
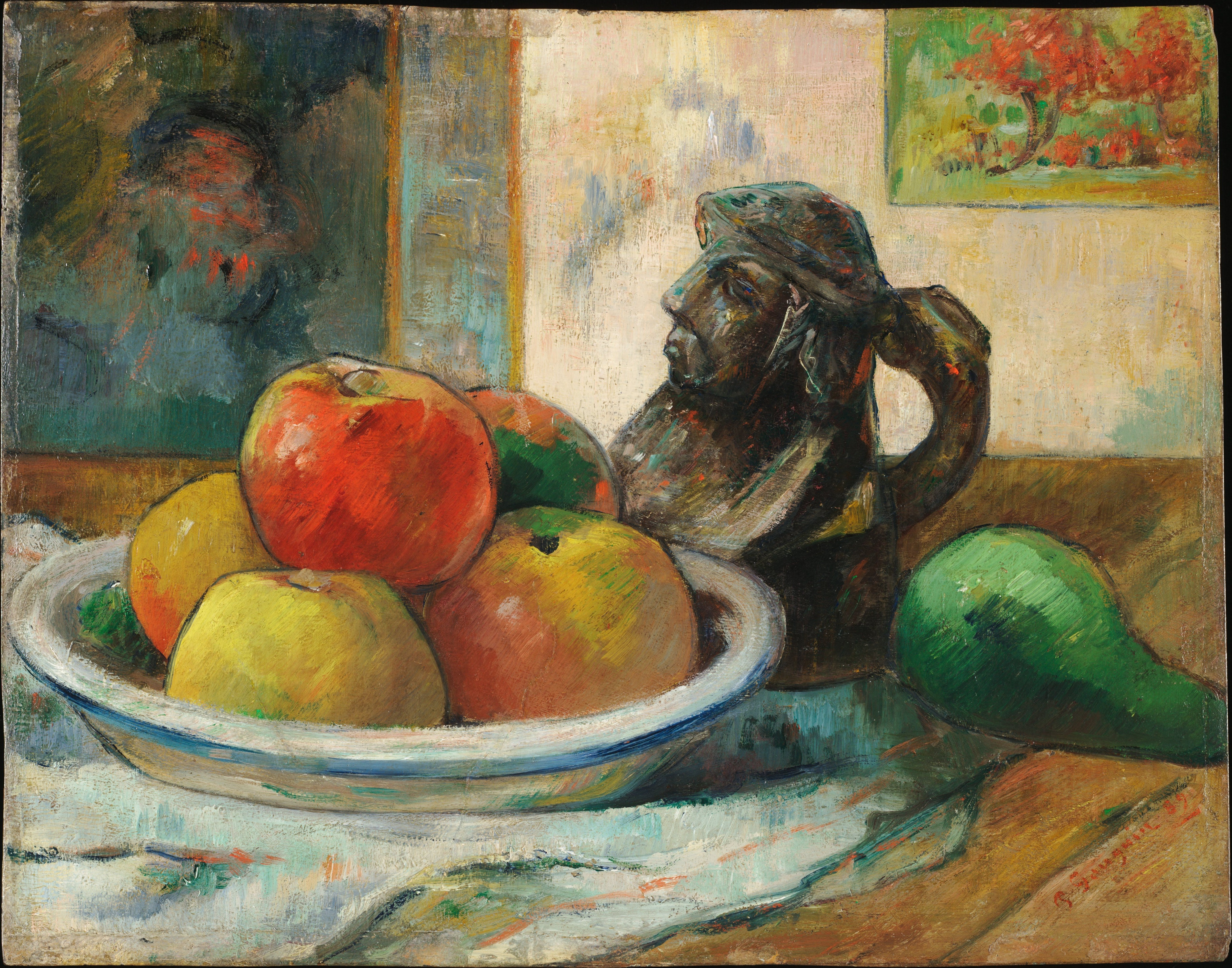
ポール・ゴーギャン「リンゴ、ナシ、顔のついた水差しのある静物」(1889年)
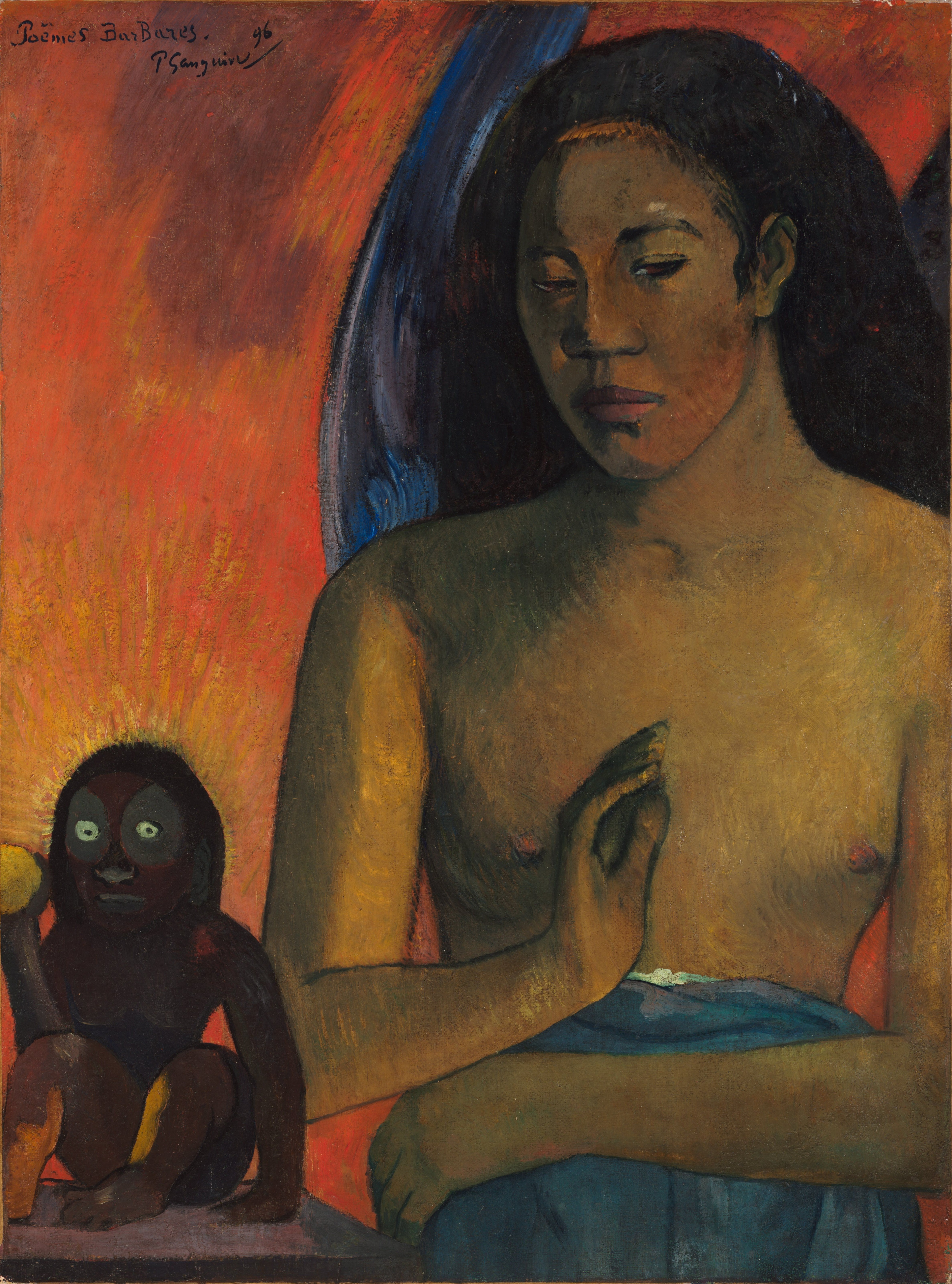
ポール・ゴーギャン「野蛮人の詩」(Poèmesbarbares 1896年)
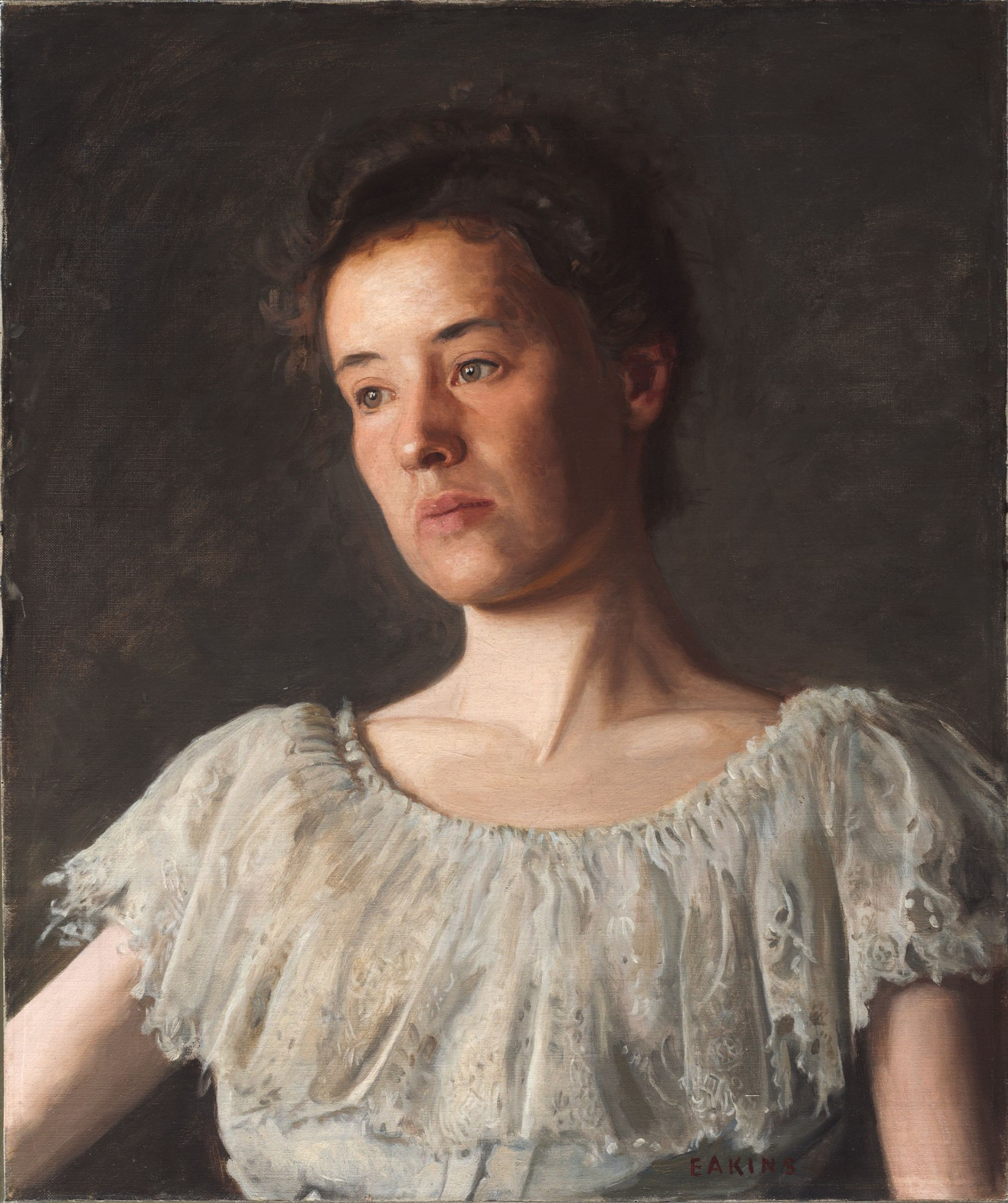
トーマス・エイキンズ「アリス・クルツ嬢」 (Miss Alice Kurtz 1903年)

## ブッシュ-ライシンガー美術館
1901年の設立時、ドイツ美術館と称したブッシュ - ライシンガー美術館は、中央および北ヨーロッパのドイツ語圏の美術を専門に研究する北米唯一の美術館で、あらゆるメディアと時代を扱う。開館式ではウィリアム・ジェームズが祝辞を述べている。所蔵品にはオーストリアのゼチェシオン、ドイツ表現主義、1920年代の抽象主義の重要な作品、さらにバウハウス派に関連する資料を含む。その他、中世末期の彫刻、18世紀の芸術なども収蔵の範囲である。この美術館には第二次世界大戦後のヨーロッパのドイツ語圏から、注目に値する戦争直後期から現代に至るゲオルク・バーゼリッツ、アンセルム・キーファーやゲルハルト・リヒターの美術作品も収められ、あるいはジョセフ・ボイスに関しては世界で最も包括的なコレクションに数えられる。
ブッシュ・ライジンガー美術館に収蔵された油彩画を見ると、ロヴィス・コリント、マックス・リーバーマン、グスタフ・クリムト、ムンク、パウラ・モーダーゾーン=ベッカー、マックス・エルンスト、エルンスト・ルートヴィッヒ・キルヒナー、フランツ・マルク、カール・シュミット＝ロットルフ、エミール・ノルデ、エリック・ヘッケル、ハインリッヒ・ヘールレ、ゲオルク・バーゼリッツ、モホリ＝ナジ・ラースローそしてマックス・ベックマンの名前が挙げられる。彫刻部門にはアルフレッド・バリー、ケーテ・コルヴィッツ、ジョルジュ・ミンネそしてエルンスト・バラッハの作品を収めている。
この美術館は1921年から1991年までアドルフォス・ブッシュ・ビル (カークランド通り29番地) にあった。館内には美術館の礎となった中世の石膏模型が集められ、またブッシュ - ライシンガー美術館の歴史を常設展示したほか、フレントロップオルガン（英語）によるパイプオルガンのコンサートも開催してきた。1991年にはGwathmey Siegel＆Associatesによる新築のヴェルナー・オットー館 (クィンシー通り32番地) に移転。2018年に催された特別展はギュンター・アイヒ作の1945年の詩にちなみ、「Inventur—ドイツのアート、1943年–1955年」と命名されている。

### 学芸部長
- クノ・フランケ、1903年–1930年 [14]
- チャールズ・L・クーン、1930年–1968年 [15]
- ピーター・ニスベット
- リネット・ロス[16]

## アーサー・M・サックラー美術館

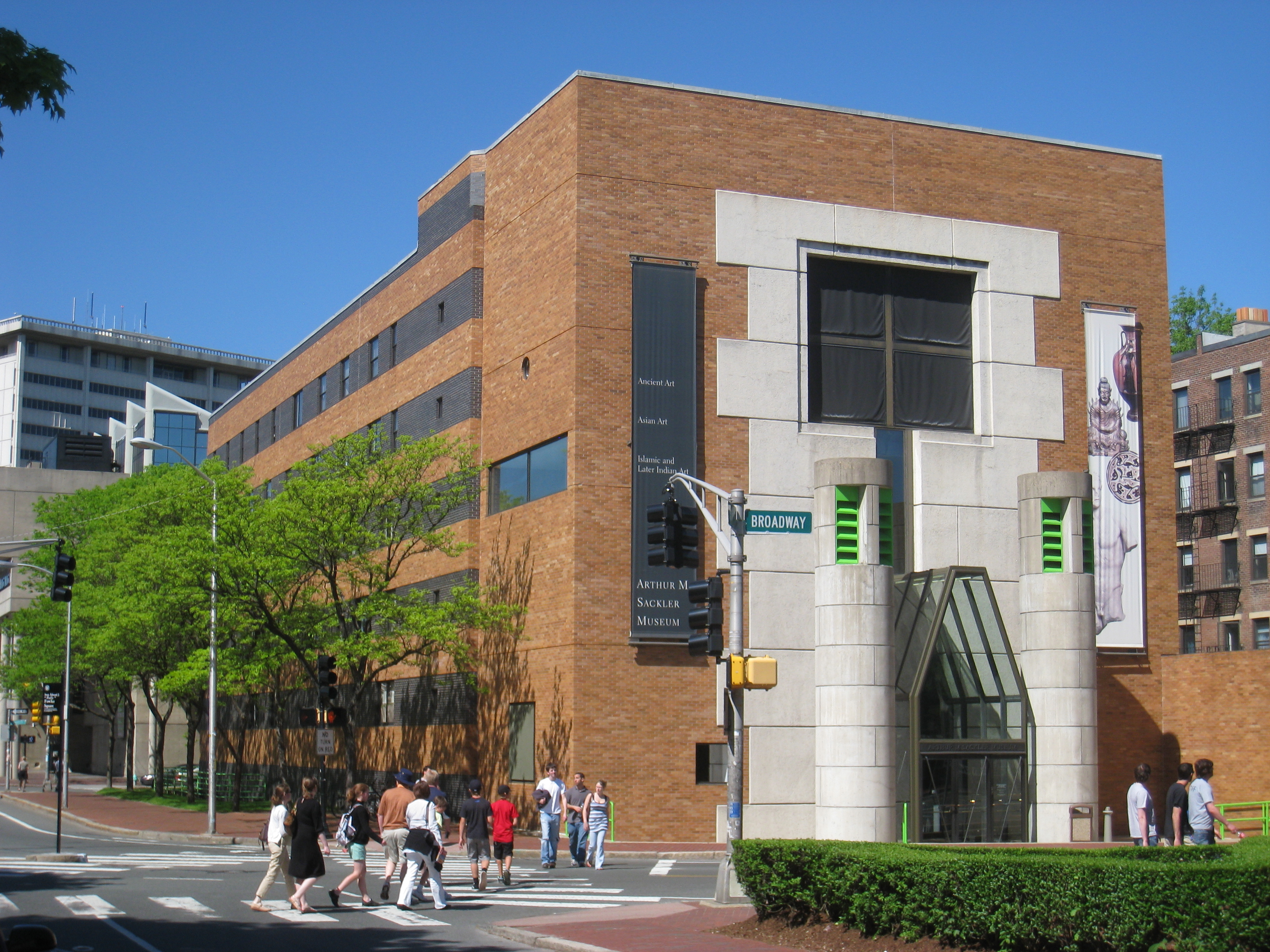
サックラー棟は現在、公開展示を行わない。

アーサー・M・サックラー美術館は1985年開館で、設計はイギリスの建築家ジェームズ・スターリングによる。建物の名前は、精神科医で起業家、慈善活動家であり建築費の主な寄付者アーサー・M・サックラー (Arthur M. Sackler 1913年8月22日–1987年5月26日) にちなむ。館内には美術史建築学部の教務事務室が置かれたほか、美術図書館のデジタル画像ライブラリーとポジ写真コレクションも保管され、2016年時点では同学部教員とメディアスライド保管庫が旧館を占用している。

### 収蔵品
収蔵品にはアジア美術の重要なコレクション、とりわけ中国古来の翡翠 (中国を除くと最も広汎な収集) と日本の版画 (刷り物) に加え、中国の青銅器の逸品や儀式用武器、仏教石窟寺院の彫刻、中国と韓国の陶磁器、日本の紙本絵画と漆器が揃う。
古代地中海とビザンチン部門は、ギリシャとローマ、エジプトと近東で作られたあらゆる形態の重要な作品で構成される。見どころとしてはギリシャの壺、小さな青銅器、古代地中海世界の各地で鋳造された硬貨が含まれる。
この美術館にはイスラム世界とインドから絵画、素描、カリグラフィー、手稿の挿絵など紙に描かれたものも収蔵され、わけてもラージプート (13世紀までの北インドの封建社会) の美術品、8世紀から19世紀にわたるイスラム圏の陶磁器は特筆に価する。

### 建築
もともとフォッグ美術館の増築部として設計されたアーサー・M・サックラー美術館は、70人以上の建築家を評価した建築コンペを経て、ハーバード大学建築委員会がスターリングに設計を委嘱したことから世界の注目を集めた。プロジェクトが引き寄せた関心の高さを測る尺度として、大学は1981年に「ジェームズ・スターリングによるフォッグ美術館拡張設計」と題する展覧会を催すとスターリングの設計案を公開し、設計予想図をまとめたポートフォリオを発行している。
竣工した建物の重要性はマスコミにますます取り上げられ、スターリングの設計、ハーバードの事業という点で広く認識された。おそらく最も注目されたのは、建築物としての構成あるいは外観とは別に、建築用地としてさまざまな問題に直面しながらも、多様なプログラムに対応するデザインがいかに独創的な手法を用いたかであった。ハーバード大学はサックラー美術館に関する50ページの本を出版、ティモシー・ハーズリーによる豊富なカラー写真を添え、マイケル・デニスによるスターリングへのインタビュー、アーサー・M・サックラー氏へのオマージュ、そして歴代のフロッグ館長スライブ、クーリッジ、ローゼンフィールドによる随想を載せた。
世界的な評論家の称賛にもかかわらず批判的な少数意見もあり、マーチン・ペレスから破壊さえ提案があったものの、誤って建築設計を誤って別のイギリス人建築家ノーマン・フォスターに帰属させたこともあり、訴えは聞き入れられなかった 。
2013年時点で建物の将来の使途は未定で、その収蔵品はフォッグ美術館レンゾ・ピアノ棟に移転されている。スターリング設計の元の建物は2016年12月現在は取り壊されていない。